# Pa de gambes
El pa de gambes o xips de gamba és un aperitiu asiàtic: originari de la gastronomia d'Indonèsia, on és conegut com a krupuk udang, el seu consum és tradicional a l'est d'Àsia i als Països Baïxos (com a kroepoek), on l'importaren durant el període colonial; en alguns llocs d'occident s'ha popularitzat gràcies als restaurants xinesos, també en Austràlia —més prop d'Indonèsia que de la Xina—, però en altres Estats Units d'Amèrica no són gens habituals en eixos establiments.
Les xips de gamba també són conegudes com a bánh phồng tôm al Vietnam, keropok a Malàisia, kropek o kropeck a les Filipines i krupuk a Tailàndia; en anglés són conegudes com a prawn crackers («cruixents de gamba») o shrimp chips («xips de gamba»)
i a la Xina com a xiāpiàn, xièpiàn o yúpiàn (蝦片); en cantonés, ha peen.
També se'n fan amb forma de patates fregides de tall longitudinal en compte d'aparença de xips.

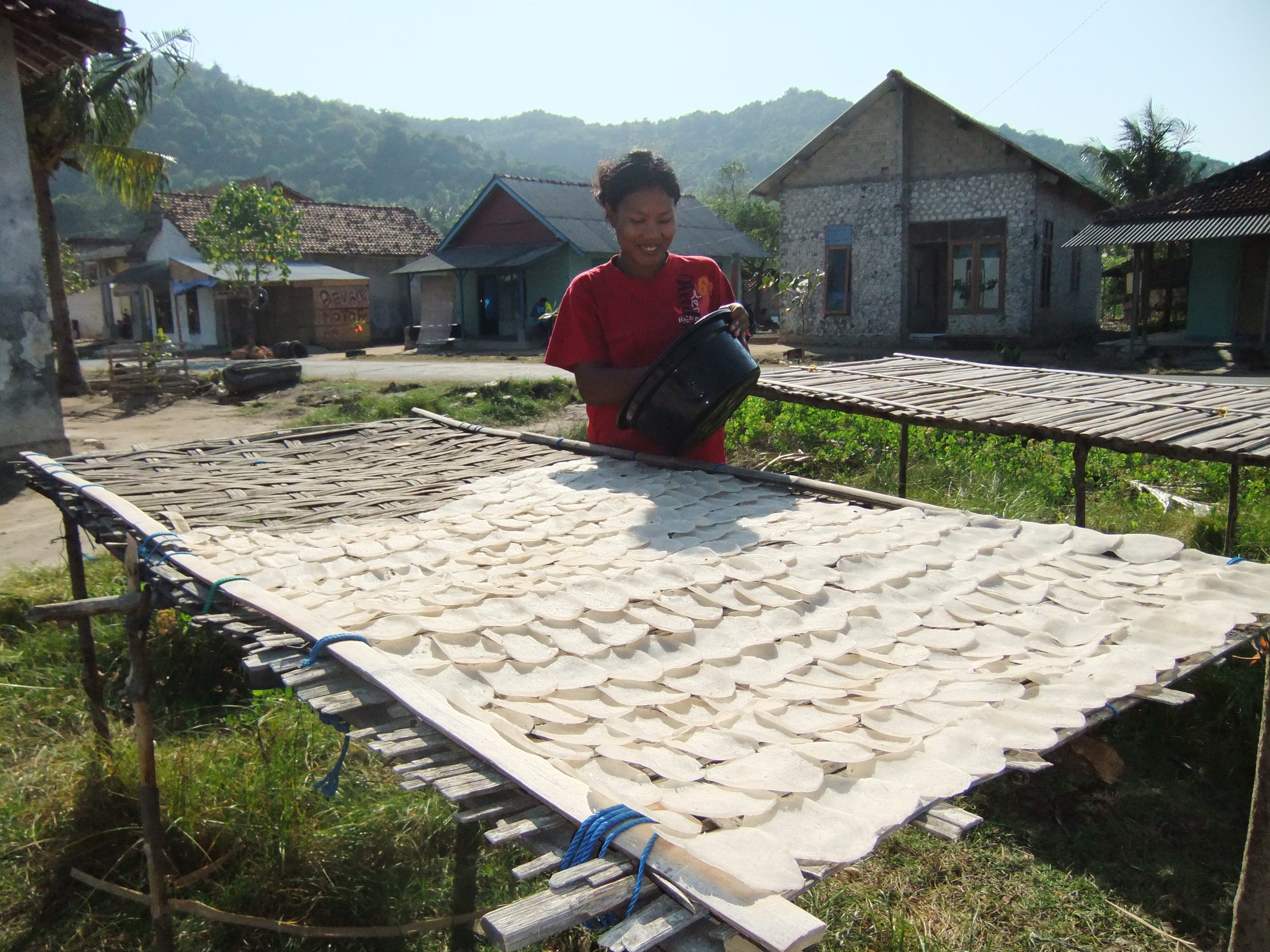
Sequer de krupuk
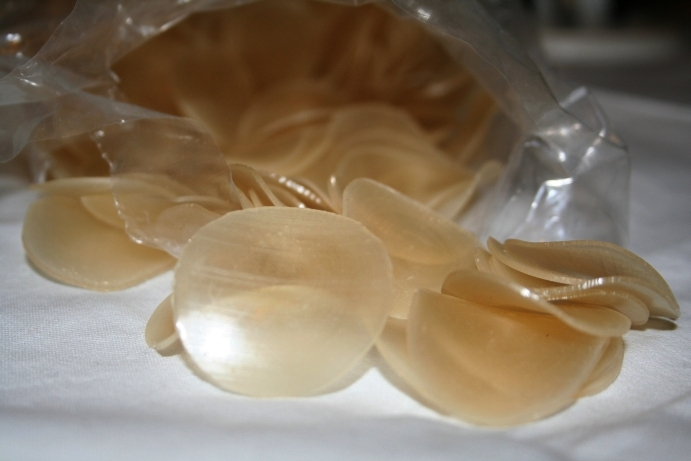
Oblees sense fregir
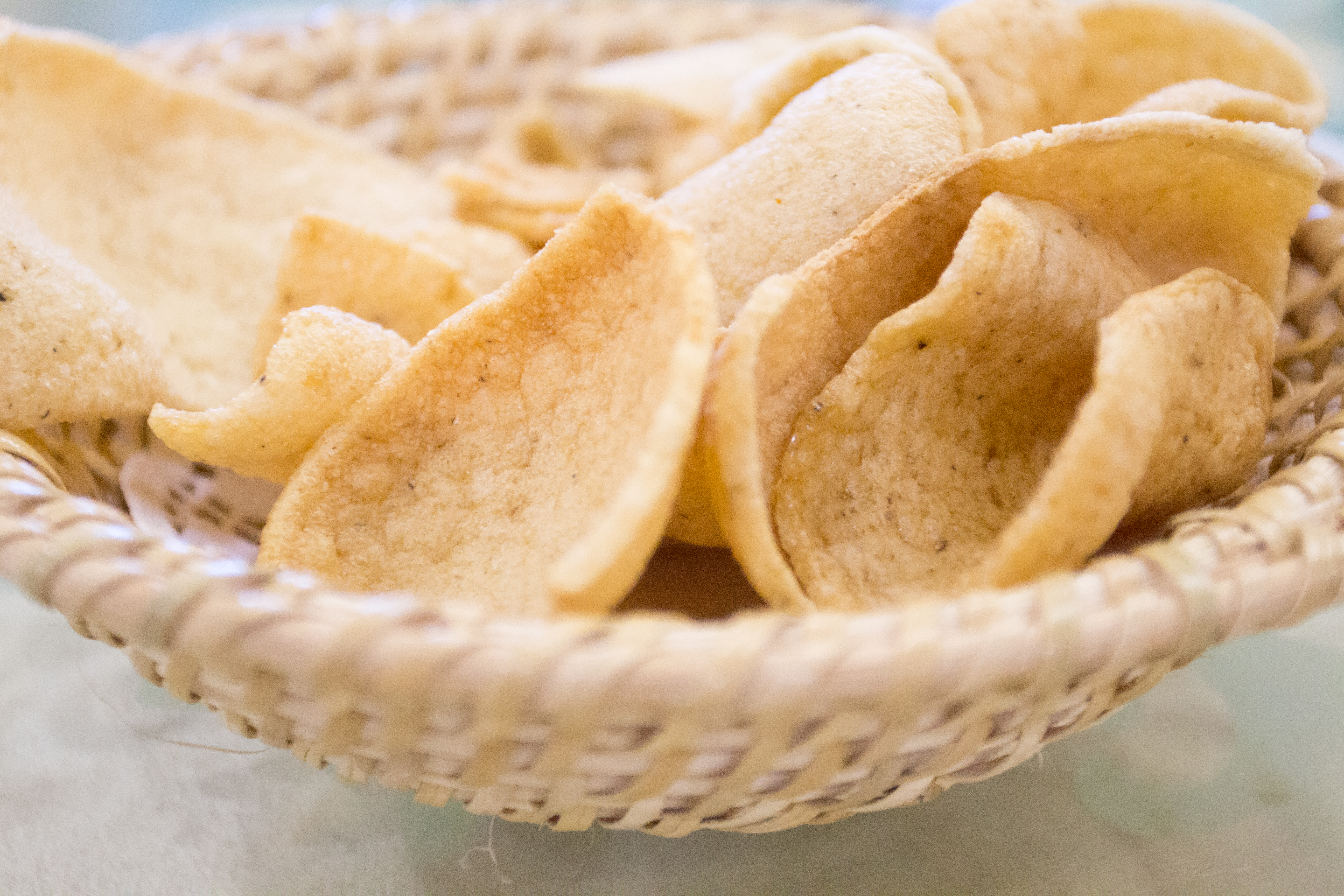
Xips amb pebre negre
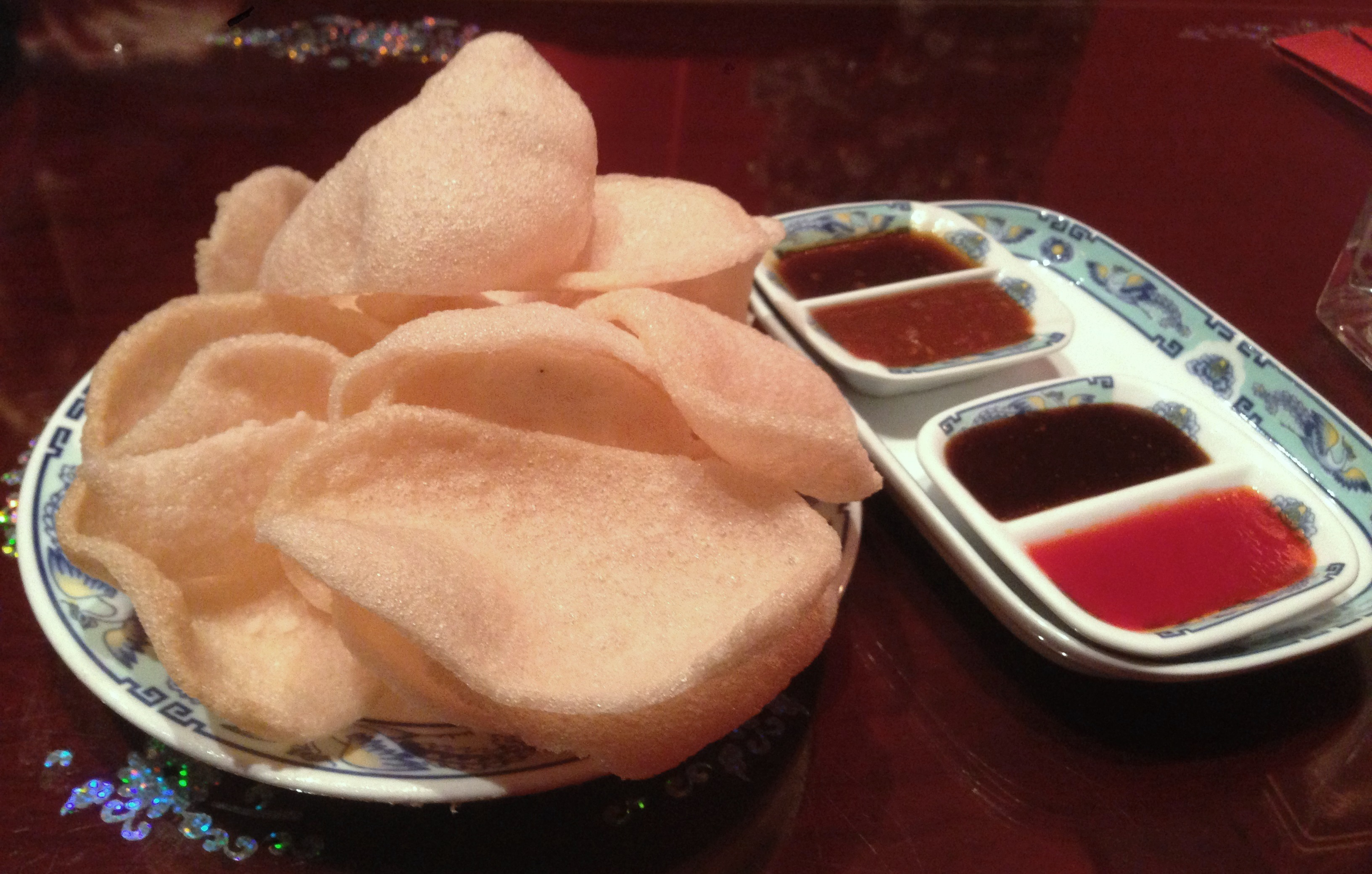
Acompanayat de salses
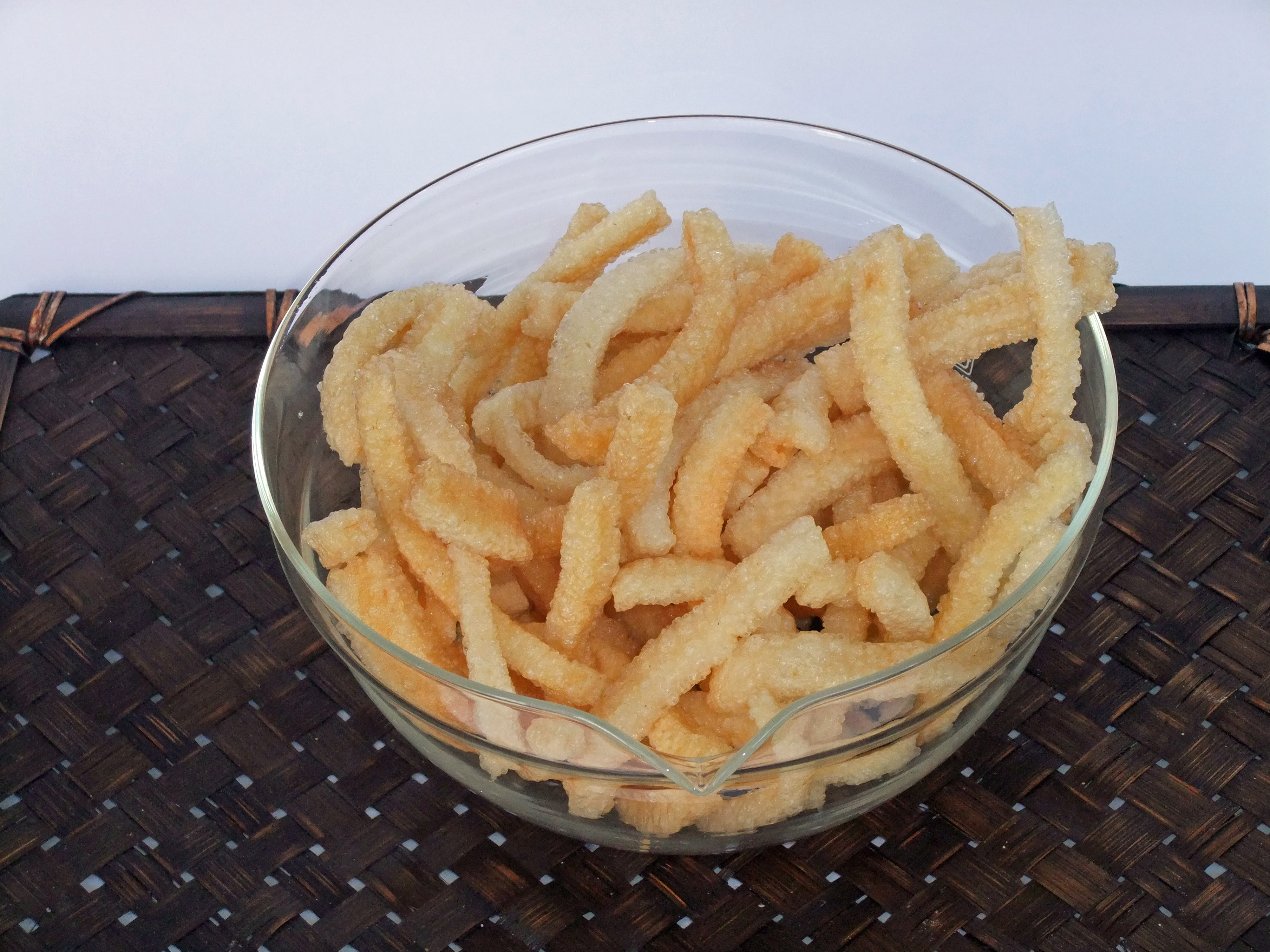
Kerupuk keju amb gust de formatge

L'oblea s'obté a partir d'una masa de midó, regularment fècula de tapioca, aroma o pasta de gambes i aigua que es cou al vapor, se seca i es frig amb oli vegetal ben calent.
En 2017, el programa de televisió Food Unwrapped («menjar destapat») viatjà a Tailàndia per a il·lustrar el procés de fabricació industrial dels «cruixents de gamba»: encara que l'ingredient principal és el tubèrcul de la mandioca, del qual s'extrau la farina de tapioca —essencial per la seua capacitat d'absorbir la humitat, i que a més li dona la textura cruixent—, les xips contenen entre un 21 i un 38 per cent de carn de gamba;
a més de l'oli en què es frigen, d'un poc de sucre i d'un poc de sal, el pa de gamba també pot contindre llet de pot i ou.
No obstant això, un informe de l'organització Safefood intitulat What's in your Chinese Takeaway? («Què hi ha en el teu xinés per a emportar?») proponia evitar el consum de pa de gamba als restaurants xinesos, ja que això només ja supon un terç de la quantitat diària recomanada de calories (608 en una ració de 104 grams).